# Wanda Jakubowska
Pour les articles homonymes, voir Jakubowska.
Wanda Jakubowska, née le 10 octobre 1907 à Varsovie et morte le 25 février 1998 dans la même ville, est une réalisatrice polonaise connue mondialement pour son film sur Auschwitz, La Dernière Étape, sorti dans 49 pays.

## Biographie
Les deux premiers films réalisés par Wanda Jakubowska sont des courts métrages documentaires. À la fin des années 1930, c'est une des trois femmes réalisatrices du cinéma européen. Son premier long métrage Nad Niemnem, qui devait sortir à Varsovie le 5 septembre 1939 a été perdu à cause de la Seconde Guerre mondiale.
Pendant la guerre, elle adhère au Parti communiste et participe activement à la résistance. Elle est arrêtée par la Gestapo le 29 octobre 1942. Après 6 mois d'emprisonnement dans la prison de Pawiak, elle est internée dans le camp d'Auschwitz-Birkenau puis assez rapidement elle rejoint le Kommando de Rajsko où la vie des déportées est moins dure que dans le camp principal. Elle y exerce les fonctions de photographe et y côtoie des femmes d'un niveau culturel élevé venues de toute l'Europe. Elle est renvoyée à Birkenau après la découverte dans ses affaires par les SS d'un journal allemand interdit, le Völkischer Beobachter. La résistance communiste du camp la prend alors en charge. Elle est évacuée lors des marches de la mort le 18 janvier 1945 et se retrouve à Ravensbrück. Elle s'évade lors de l'évacuation du camp.
L'idée de faire un film sur son internement lui est venu dès le début de son emprisonnement à Pawiak.

## Filmographie
- 1933 : Morze - réalisatrice
- 1934 : Budujemy - directrice photo
- 1939 : Nad Niemnem - réalisatrice
- 1946 : Budujemy nowe wsie
- 1947 : La Dernière Étape
- 1953 : Żołnierz zwycięstwa
- 1954 : Opowieść atlantycka
- 1956 : Pożegnanie z diabłem
- 1957 : Król Maciuś I
- 1960 : Spotkania w mroku
- 1960 : Historia współczesna
- 1964 : Koniec naszego świata
- 1965 : Gorąca linia
- 1972 : 150 na godzinę
- 1978 : Biały mazur
- 1985 : Zaproszenie
- 1988 : Kolory kochania

## Récompenses et distinctions
- Croix d'officier de l'ordre Polonia Restituta[4]
- Ordre de la Bannière du Travail (22 juillet 1949)[5].
- Prix international de la paix, en 1950.